# デラウェア州選出のアメリカ合衆国上院議員
以下は、デラウェア州選出のアメリカ合衆国上院議員の一覧である。

## 第1部
| 代 | 議会                                                                         | 画像 | 氏名                              | 生年 - 没年                     | 就任期間                      | 所属政党                   | 住居                                           | 備考                                                                                                 |
| -- | ---------------------------------------------------------------------------- | ---- | --------------------------------- | ------------------------------- | ----------------------------- | -------------------------- | ---------------------------------------------- | --- |
| 1  | 1:1 2:2 2:3                                                                  |      | ジョージ・リード                  | 1733年9月18日 - 1798年9月21日   | 1789年3月4日 - 1793年9月18日  | Pro- Administration        | ニューキャッスル, ニューキャッスル郡           | デラウェア邦議会議長 大陸会議代議員 デラウェア州最高裁判事 デラウェア州上院議員 デラウェア州下院議員 |
| {  | 2:3                                                                          |      | 空席                              | {                               | 1793年9月18日 - 1795年2月7日  | {                          | {                                              | |
| 2  | 2:3, 4 3:5, 6                                                                |      | ヘンリー・ラティマー              | 1734年3月19日 - 1817年6月24日   | 1795年2月7日 - 1801年2月28日  | Pro- Administration 連邦党 | ニューポート, ニューキャッスル郡               | 大陸会議代議員 連邦下院議員 デラウェア州下院議員                                                     |
| 3  | 3:6, 7 4:8, 9, 10 5:11                                                       |      | サミュエル・ホワイト              | 1770年12月 - 1809年11月4日      | 1801年2月28日 - 1809年11月4日 | 連邦党                     | ウィルミントン, ニューキャッスル郡             | |
| {  | 5:11                                                                         |      | 空席                              | {                               | 1809年11月4日 - 1810年1月12日 | {                          | {                                              | |
| 4  | 5:11, 12, 13 6:14, 15, 16                                                    |      | アウターブリッジ・ホーセイ        | 1777年3月5日 - 1842年6月9日     | 1810年1月12日 - 1821年3月3日  | 連邦党                     | ウィルミントン, ニューキャッスル郡             | デラウェア州司法長官 デラウェア州下院議員                                                            |
| {  | 7:17                                                                         |      | 空席                              | {                               | 1821年3月4日 - 1822年1月23日  | {                          | {                                              | |
| 5  | 7:17                                                                         |      | シーザー・オーガスタス・ロドニー  | 1772年1月4日 - 1824年6月10日    | 1822年1月24日 - 1823年1月29日 | 民主共和党                 | ウィルミントン, ニューキャッスル郡             | 司法長官 連邦下院議員 デラウェア州下院議員 アルゼンチン担当大臣                                      |
| {  | 7:17, 18                                                                     |      | 空席                              | {                               | 1823年1月29日 - 1824年1月8日  | {                          | {                                              | |
| 6  | 7:18, 19                                                                     |      | トーマス・クレイトン              | 1777年7月 - 1854年8月2日        | 1824年1月8日 - 1827年3月3日   | 連邦党 Anti-Jacksonian     | ドーバー, ケント郡                             | 州務長官 デラウェア州司法長官 デラウェア州上院議員 デラウェア州下院議員 デラウェア州最高裁判事       |
| 7  | 8:20, 21                                                                     |      | ルイス・マクレーン                | 1786年5月28日 - 1857年10月7日   | 1827年3月4日 - 1829年4月16日  | Jacksonian                 | ウィルミントン, ニューキャッスル郡             | 国務長官 財務長官 連邦下院議員 イギリス担当大臣                                                      |
| {  | 8:21                                                                         |      | 空席                              | {                               | 1829年4月16日 - 1830年1月7日  | {                          | {                                              | |
| 8  | 8:21, 22 9:23, 24                                                            |      | アーノルド・ナウダイン            | 1790年1月6日 - 1872年1月4日     | 1830年1月7日 - 1836年6月16日  | Anti-Jacksonian            | オデッサ, ニューキャッスル郡                   | デラウェア州下院議員                                                                                 |
| 9  | 9:24, 25                                                                     |      | リチャード・H・バヤード           | 1796年9月26日 - 1868年3月4日    | 1836年6月17日 - 1839年9月19日 | Anti-Jacksonian ホイッグ党 | ウィルミントン, ニューキャッスル郡             | ウィルミントン市長 デラウェア州最高裁判事                                                            |
| {  | 10:26                                                                        |      | 空席                              | {                               | 1839年9月19日 - 1841年1月11日 | {                          | {                                              | |
| 10 | 10:26, 27, 28                                                                |      | リチャード・H・バヤード           | 1796年9月26日 - 1868年3月4日    | 1841年1月12日 - 1845年3月3日  | ホイッグ党                 | ウィルミントン, ニューキャッスル郡             | ウィルミントン市長 デラウェア州最高裁判事                                                            |
| 11 | 11:29, 30                                                                    |      | ジョン・M・クレイトン             | 1796年7月24日 - 1856年11月9日   | 1845年3月4日 - 1849年2月23日  | ホイッグ党                 | ニューキャッスル, ニューキャッスル郡           | 国務長官 デラウェア州最高裁判事 州務長官 デラウェア州下院議員                                        |
| 12 | 11:30, 31                                                                    |      | ジョン・ウェールズ                | 1783年7月31日 - 1863年12月3日   | 1849年2月23日 - 1851年3月3日  | ホイッグ党                 | ウィルミントン, ニューキャッスル郡             | 州務長官                                                                                             |
| 13 | 12:32, 33, 34 13:35, 36, 37 14:38                                            |      | ジェームズ・A・バヤード・ジュニア | 1799年11月15日 - 1880年6月13日  | 1851年3月4日 - 1864年1月29日  | 民主党                     | ウィルミントン, ニューキャッスル郡             | 連邦最高裁判事                                                                                       |
| 14 | 14:38, 39, 40                                                                |      | ジョージ・R・リドル               | 1817 - March 2, 1867            | 1864年1月29日 - 1867年3月29日 | 民主党                     | ウィルミントン, ニューキャッスル郡             | 連邦下院議員                                                                                         |
| 15 | 14:40                                                                        |      | ジェームズ・A・バヤード・ジュニア | 1799年11月15日 - 1880年6月13日  | 1867年4月5日 - 1869年3月3日   | 民主党                     | ウィルミントン, ニューキャッスル郡             | 連邦最高裁判事                                                                                       |
| 16 | 15:41, 42, 43 16:44, 45, 46 17:47, 48, 49                                    |      | トーマス・F・バヤード             | 1828年10月29日 - 1898年9月29日  | 1869年3月4日 - 1885年3月6日   | 民主党                     | ウィルミントン, ニューキャッスル郡             | 国務長官 イギリス大使                                                                                |
| 17 | 17:49 18:50, 51, 52 19:53, 54, 55                                            |      | ジョージ・グレイ                  | 1840年5月4日 - 1925年8月7日     | 1885年3月18日 - 1899年3月3日  | 民主党                     | ニューキャッスル, ニューキャッスル郡           | 連邦上訴裁判所判事 デラウェア州司法長官                                                              |
| {  | 20:56, 57                                                                    |      | 空席                              | {                               | 1899年3月4日 - 1903年3月1日   | {                          | {                                              | |
| 18 | 20:57, 58                                                                    |      | L・ハイスラー・ボール             | 1861年9月21日 - 1932年10月18日  | 1903年3月2日 - 1905年3月3日   | 共和党                     | ミルクリーク・ハンドレッド, ニューキャッスル郡 | 連邦下院議員 デラウェア州財務官                                                                      |
| {  | 21:59                                                                        |      | 空席                              | {                               | 1905年3月4日 - 1906年6月12日  | {                          | {                                              | |
| 19 | 21:59, 60, 61 22:62, 63, 64                                                  |      | ヘンリー・A・デュポン             | 1838年7月30日 - 1926年12月31日  | 1906年6月13日 - 1917年3月3日  | 共和党                     | ウィンターサー, ニューキャッスル郡             | |
| 20 | 23:65, 66, 67                                                                |      | ジョサイア・O・ウォルコット       | 1877年10月31日 - 1938年11月11日 | 1917年3月4日 - 1921年7月2日   | 民主党                     | ドーバー, ケント郡                             | デラウェア州判事 デラウェア州司法長官                                                                |
| 21 | 23:67                                                                        |      | T・コールマン・デュポン           | 1863年12月11日 - 1930年11月11日 | 1921年7月7日 - 1922年11月6日  | 共和党                     | グリーンビル, ニューキャッスル郡               | デュポン社社長                                                                                       |
| 22 | 23:67 24:68, 69, 70                                                          |      | トーマス・F・バヤード・ジュニア   | 1868年6月4日 - 1942年7月12日    | 1922年11月7日 - 1929年3月3日  | 民主党                     | ウィルミントン, ニューキャッスル郡             | |
| 23 | 25:71, 72, 73 26:74, 75, 76                                                  |      | ジョン・G・タウンゼント・ジュニア | 1871年5月31日 - 1964年4月10日   | 1929年3月4日 - 1941年1月3日   | 共和党                     | セルビービル, サセックス郡                     | デラウェア州知事 デラウェア州下院議員                                                                |
| 24 | 27:77, 78, 79                                                                |      | ジェームズ・M・タンネル           | 1879年8月2日 - 1957年11月14日   | 1941年1月3日 - 1947年1月3日   | 民主党                     | ジョージタウン, サセックス郡                   | |
| 25 | 28:80, 81, 82 29:83, 84, 85 30:86, 87, 88 31:89, 90, 91                      |      | ジョン・J・ウィリアムズ           | 1904年5月17日 - 1988年1月11日   | 1947年1月3日 - 1970年12月31日 | 共和党                     | ミルズボロ, サセックス郡                       | |
| 26 | 32:92, 93, 94 33:95, 96, 97 34:98, 99, 100 35:101, 102, 103 36:104, 105, 106 |      | ウィリアム・V・ロス・ジュニア     | 1921年7月22日 - 2003年12月13日  | 1971年1月1日 - 2001年1月3日   | 共和党                     | ウィルミントン, ニューキャッスル郡             | 連邦下院議員                                                                                         |
| 27 | 37:107, 108, 109 38:110, 111                                                 |      | トム・カーパー                    | 1947年1月23日                   | 2001年1月3日 （現職）         | 民主党                     | ウィルミントン, ニューキャッスル郡             | デラウェア州知事 連邦下院議員 デラウェア州財務官                                                     |

## 第2部
| 代 | 議会                                                                                                  | 画像 | 氏名                                 | 生年 - 没年                     | 就任期間                       | 所属政党                                 | 住居                                 | 備考                                                                                             |
| -- | --- | ---- | ------------------------------------ | ------------------------------- | ------------------------------ | ---------------------------------------- | ------------------------------------ | ------------------------------------------------------------------------------------------------ |
| 1  | 1:1, 2                                                                                                |      | リチャード・バセット                 | 1745年4月2日 - 1815年8月15日    | 1789年3月4日 - 1793年3月3日    | Anti- Administration Pro- Administration | ドーバー, ケント郡                   | デラウェア州知事 民事訴訟裁判所長官 デラウェア州上院議員 デラウェア州下院議員 憲法制定会議代議員 |
| 2  | 2:3, 4, 5                                                                                             |      | ジョン・M・ヴィニング                | 1758年12月23日 - 1802年2月1日   | 1793年3月4日 - 1798年1月19日   | Pro- Administration 連邦党               | ドーバー, ケント郡                   | 大陸会議代議員 連邦下院議員                                                                      |
| 3  | 2:5                                                                                                   |      | ジョシュア・クレイトン               | 1744年7月20日 - 1798年8月11日   | 1798年1月19日 - 1798年8月11日  | 連邦党                                   | ニューキャッスル郡                   | デラウェア州下院議員 デラウェア州知事                                                            |
|    | 2:5                                                                                                   |      | 空席                                 | {                               | 1798年8月11日 - 1799年1月17日  | {                                        | {                                    |                                                                                                  |
| 4  | 2:5 3:6, 7, 8                                                                                         |      | ウィリアム・H・ウェルズ              | 1769年1月7日 - 1829年3月11日    | 1799年1月17日 - 1804年11月6日  | 連邦党                                   | ウィルミントン, ニューキャッスル郡   | デラウェア州下院議員 デラウェア州上院議員                                                        |
| 5  | 3:8 4:9, 10, 11 5:12                                                                                  |      | ジェームズ・A・バヤード              | 1767年7月28日 - 1815年8月6日    | 1804年11月13日 - 1813年3月3日  | 連邦党                                   | ダグズボロ, サセックス郡             | 連邦下院議員                                                                                     |
| 6  | 5:13, 14                                                                                              |      | ウィリアム・H・ウェルズ              | 1769年1月7日 - 1829年3月11日    | 1813年5月21日 - 1817年3月3日   | 連邦党                                   | ウィルミントン, ニューキャッスル郡   | デラウェア州下院議員 デラウェア州上院議員                                                        |
| 7  | 6:15, 16, 17 7:18, 19                                                                                 |      | ニコラス・ヴァン・ダイク             | 1770年12月20日 - 1826年5月21日  | 1817年3月4日 - 1826年5月21日   | 連邦党                                   | ニューキャッスル, ニューキャッスル郡 | デラウェア州下院議員 デラウェア州上院議員 デラウェア州司法長官 連邦下院議員                      |
| 8  | 7:19                                                                                                  |      | ダニエル・ロドニー                   | 1764年9月10日 - 1846年9月2日    | 1826年11月8日 - 1827年1月12日  | Anti- Jacksonian                         | リューズ, サセックス郡               | デラウェア州知事 連邦下院議員                                                                    |
| 9  | 7:19, 20                                                                                              |      | ヘンリー・M・リッジリー              | 1779年8月6日 - 1847年8月6日     | 1827年1月12日 - 1829年3月3日   | Jacksonian                               | ドーバー, ケント郡                   | デラウェア州下院議員 連邦下院議員 州務長官                                                       |
| 10 | 8:21, 22, 23 9:24                                                                                     |      | ジョン・M・クレイトン                | 1796年7月24日 - 1856年11月9日   | 1829年3月4日 - 1836年12月29日  | Anti-Jacksonian                          | ドーバー, ケント郡                   | デラウェア州下院議員 州務長官 デラウェア州最高裁判事 国務長官                                    |
| 11 | 9:24, 25, 26 10:27, 28, 29                                                                            |      | トーマス・クレイトン                 | 1777年7月 - 1854年8月21日       | 1837年1月9日 - 1847年3月3日    | Anti-Jacksonian ホイッグ党               | ドーバー, ケント郡                   | デラウェア州下院議員 デラウェア州上院議員 州務長官 デラウェア州司法長官 デラウェア州最高裁判事   |
| 12 | 11:30, 31, 32                                                                                         |      | プレスリー・スプルーアンス           | 1785年9月1日 - 1863年2月13日    | 1847年3月4日 - 1853年3月3日    | ホイッグ党                               | スマーナ, ケント郡                   | デラウェア州下院議員 デラウェア州上院議員                                                        |
| 13 | 12:33, 34                                                                                             |      | ジョン・M・クレイトン                | 1796年7月24日 - 1856年11月9日   | 1853年3月4日 - 1856年11月9日   | ホイッグ党                               | ニューキャッスル郡                   | デラウェア州下院議員 州務長官 デラウェア州最高裁判事 国務長官                                    |
| 14 | 12:34                                                                                                 |      | ジョセフ・P・カムジス                | 1813年12月23日 - 1893年2月1日   | 1856年11月19日 - 1857年1月14日 | ホイッグ党                               | ドーバー, ケント郡                   | デラウェア州下院議員 デラウェア州最高裁判事                                                      |
| 15 | 12:34, 35                                                                                             |      | マーティン・W・ベイツ                | 1786年2月24日 - 1869年1月1日    | 1857年1月14日 - 1859年3月3日   | 民主党                                   | ドーバー, ケント郡                   | デラウェア州下院議員                                                                             |
| 16 | 13:36, 37, 38 14:39, 40, 41                                                                           |      | ウィラード・ソールズベリー・シニア   | 1820年6月2日 - 1892年4月6日     | 1859年3月4日 - 1871年3月3日    | 民主党                                   | ジョージタウン, サセックス郡         | デラウェア州司法長官 デラウェア州判事                                                            |
| 17 | 15:42, 43, 44 16:45, 46, 47 17:48, 49, 50                                                             |      | エリ・M・ソールズベリー              | 1817年12月29日 - 1893年3月22日  | 1871年3月4日 - 1889年3月3日    | 民主党                                   | ドーバー, ケント郡                   | デラウェア州下院議員                                                                             |
| 18 | 18:51, 52, 53                                                                                         |      | アンソニー・ヒギンズ                 | 1840年10月1日 - 1912年6月26日   | 1889年3月4日 - 1895年3月3日    | 共和党                                   | ウィルミントン, ニューキャッスル郡   | 地方検事                                                                                         |
|    | 19:54                                                                                                 |      | 空席                                 | {                               | 1895年3月4日 - 1897年1月19日   | {                                        | {                                    |                                                                                                  |
| 19 | 19:55, 56                                                                                             |      | リチャード・R・ケニー                | 1856年9月9日 - 1931年8月14日    | 1897年1月19日 - 1901年3月3日   | 民主党                                   | ドーバー, ケント郡                   |                                                                                                  |
|    | 20:57                                                                                                 |      | 空席                                 | {                               | 1901年3月4日 - 1903年3月2日    | {                                        | {                                    |                                                                                                  |
| 20 | 20:58, 59                                                                                             |      | J・フランク・アリー                  | 1857年12月2日 - 1938年10月12日  | 1903年3月2日 - 1907年3月3日    | 共和党                                   | ドーバー, ケント郡                   | デラウェア州上院議員                                                                             |
| 21 | 21:60, 61, 62                                                                                         |      | ハリー・A・リチャードソン            | 1853年1月1日 - 1928年6月16日    | 1907年3月4日 - 1913年3月3日    | 共和党                                   | ドーバー, ケント郡                   |                                                                                                  |
| 22 | 22:63, 64, 65                                                                                         |      | ウィラード・ソールズベリー・ジュニア | 1861年4月17日 - 1927年2月20日   | 1913年3月4日 - 1919年3月3日    | 民主党                                   | ウィルミントン, ニューキャッスル郡   |                                                                                                  |
| 23 | 23:66, 67, 68                                                                                         |      | L・ハイスラー・ボール                | 1861年9月21日 - 1932年10月18日  | 1919年3月4日 - 1925年3月3日    | 共和党                                   | ニューキャッスル郡                   | デラウェア州財務官 連邦下院議員                                                                  |
| 24 | 24:69, 70                                                                                             |      | T・コールマン・デュポン              | 1863年12月11日 - 1930年11月11日 | 1925年3月4日 - 1928年12月8日   | 共和党                                   | ニューキャッスル郡                   |                                                                                                  |
| 25 | 25:70, 71 25:72, 73, 74                                                                               |      | ダニエル・O・ヘイスティングス        | 1874年3月5日 - 1966年5月9日     | 1928年12月10日 - 1937年1月3日  | 共和党                                   | ウィルミントン, ニューキャッスル郡   | 州務長官                                                                                         |
| 26 | 26:75, 76, 77                                                                                         |      | ジェームズ・H・ヒューズ              | 1867年1月14日 - 1953年8月29日   | 1937年1月3日 - 1943年1月3日    | 民主党                                   | ドーバー, ケント郡                   | 州務長官                                                                                         |
| 27 | 27:78, 79, 80                                                                                         |      | C・ダグラス・バック                  | 1890年3月21日 - 1965年1月27日   | 1943年1月3日 - 1949年1月3日    | 共和党                                   | ニューキャッスル郡                   | デラウェア州知事                                                                                 |
| 28 | 28:81, 82, 83 29:84, 85, 86                                                                           |      | J・アレン・フレアー・ジュニア        | 1903年3月7日 - 1993年1月15日    | 1949年1月3日 - 1961年1月3日    | 民主党                                   | ドーバー, ケント郡                   |                                                                                                  |
| 29 | 30:87, 88, 89 31:90, 91, 92                                                                           |      | J・ケイレブ・ボッグズ                | 1909年5月15日 - 1993年3月26日   | 1961年1月3日 - 1973年1月3日    | 共和党                                   | チェスウォルド, ケント郡             | 連邦下院議員 デラウェア州知事                                                                    |
| 30 | 32:93, 94, 95 33:96, 97, 98 34:99, 100, 101 35:102, 103, 104 36:105, 106, 107 37:108, 109, 110 38:111 |      | ジョセフ・バイデン                   | 1942年11月20日                  | 1973年1月3日 2009年1月15日     | 民主党                                   | ウィルミントン, ニューキャッスル郡   | ニューキャッスル郡議会議員 副大統領                                                              |
| 31 | 38:111                                                                                                |      | テッド・カウフマン                   | 1939年3月15日                   | 2009年1月16日 2010年11月15日   | 民主党                                   | ウィルミントン, ニューキャッスル郡   |                                                                                                  |
| 32 | 38:111                                                                                                |      | クリス・クーンズ                     | 1963年9月9日                    | 2010年11月15日 （現職）        | 民主党                                   | ウィルミントン, ニューキャッスル郡   |                                                                                                  |

## 参照
- Martis, Kenneth C. (1989). The Historical Atlas of Political Parties in the United States Congress. New York: Macmillan Publishing Company
- Martis, Kenneth C. (1982). The Historical Atlas of United States Congressional Districts. New York: Macmillan Publishing Company